# Aeroportul Butare
Aeroportul Butare (IATA: BTQ, ICAO: HRYI) este un aeroport din Butare⁠(d), Akarere ka Huye⁠(d), Provincia de Sud, Rwanda ce deservește zona Butare⁠(d). A fost deschis în 1928 și numit după zona deservită.
Situat la o altitudine de 1.768 m, aeroportul dispune de o singură pistă.